# Kabupaten Manggarai Barat
Kabupaten Manggarai Barat är ett kabupaten i Indonesien.   Det ligger i provinsen Nusa Tenggara Timur, i den centrala delen av landet, 1 500 km öster om huvudstaden Jakarta. Antalet invånare är 221 703.